# Gelasma subangulata
Gelasma subangulata är en fjärilsart som beskrevs av W. Warren 1907. Gelasma subangulata ingår i släktet Gelasma och familjen mätare. Inga underarter finns listade i Catalogue of Life.